# Kollision mellem rangertræk og regionaltog. Næstved
Kollision mellem rangertræk og regionaltog. Næstved. 18. januar 1993
Under rangering på Næstved station påkørte et rangerende godstog en sporstopper i sydenden af stationen omkring kl. 05.40. Da kørslen fortsatte afsporedes og væltede en række af de bageste vogne ud over hovedsporene. Her blev de ramt af et sydfra indkørende regionaltog med ca. 100 km/t. De 4 forreste vogne – herunder styrevognen – afsporedes.
Rangertrækket bestod af 9 tomme, åbne godsvogne – fladvogne – der blev skubbet af et My-lokomotiv. Rangerlederen var placeret på en af de forreste vogne i køreretningen og havde kontakt med lokomotivføreren via radio med kontroltone.
Blandt andet fordi rangerlederen omkom ved kollisionen, var det ikke muligt at fastslå ulykkesårsagen med sikkerhed. Det kunne dog konstateres, at rangerlederens kontakt med lokomotivføreren foregik med radio der ikke kunne udsende den krævede kontroltone og derfor ikke måtte anvendes til rangering, samt at belysningen over rangerområdet var defekt.
Ved kollisionen omkom en passager i regionaltoget og rangertrækkets rangerleder. Ni personer blev kvæstet, heraf to alvorligt.
|  | Denne artikel kan blive bedre, hvis der indsættes geografiske koordinater Denne artikel omhandler et emne, som har en geografisk lokation. Du kan hjælpe ved at indsætte koordinater i wikidata. |